# Lycostomus semiellipticus
Lycostomus semiellipticus is een keversoort uit de familie netschildkevers (Lycidae). De wetenschappelijke naam van de soort werd in 1910 gepubliceerd door Edmund Reitter.